# Zguba časa in denarja
Zguba časa in denarja (včasih napisano kot Izguba časa in denarja) je debitantski studijski album slovenske glasbene skupine Leteči potepuhi, izdan pri založbi Helidon leta 1995. Nagrajen je bil s tremi zlatimi petelini: pesem leta, plošča leta in debitanti leta.

## Seznam pesmi
Vse pesmi je napisala skupina Leteči potepuhi, razen kjer je to navedeno.
| Št. | Naslov                      | Dolžina |
| --- | --------------------------- | ------- |
| 1.  | „Bicikl‟                    | 3:22    |
| 2.  | „Dejva se dol‟              | 3:12    |
| 3.  | „Kocka‟                     | 3:57    |
| 4.  | „Pojem blues‟               | 3:47    |
| 5.  | „Lisica‟                    | 2:31    |
| 6.  | „Naj me zadane‟             | 3:32    |
| 7.  | „Vlak‟                      | 3:59    |
| 8.  | „Brez besed‟                | 3:12    |
| 9.  | „Ti bi rada‟                | 3:48    |
| 10. | „Zoboblues‟ (Andrej Šifrer) | 8:36    |

## Zasedba
Leteči potepuhi
- Klemen Tičar — vokal
- Dejan Došlo — kitara
- Jožef Sečnik — bas kitara
- Marko Ogrin — klaviature
- Matjaž Ogrin — bobni